# Psammochela elegans
Psammochela elegans är en svampdjursart som beskrevs av Arthur Dendy 1916. Psammochela elegans ingår i släktet Psammochela och familjen Myxillidae.
Artens utbredningsområde är havet utanför Indien. Inga underarter finns listade i Catalogue of Life.